# Asama Maru
Die Asama Maru (jap. 浅間丸) war ein japanisches Passagierschiff, das 1928 vom Stapel lief und aufgrund seiner luxuriösen Ausstattung auch als „Königin des Pazifiks“ bezeichnet wurde. Im Zweiten Weltkrieg diente sie als Truppentransporter und Hilfskreuzer sowie zum humanitären Austausch zwischen den kriegsführenden Staaten. 1944 wurde sie durch ein US-amerikanisches U-Boot versenkt.

## Bau
Vor dem Hintergrund des Wettlaufs um die Vorherrschaft im Passagier- und Frachtgeschäft im Nordpazifik, der zwischen Japan auf der einen und den Vereinigten Staaten und Kanada auf der anderen Seite stattfand, wurde im Oktober 1926 der Bau von drei großen Passagierschiffen beschlossen. Der Bau der Asama Maru wurde von der japanischen Regierung gefördert, und das Schiff wurde fast komplett in Japan entworfen und gebaut. Auch zwei der vier Schiffsdiesel wurden von Mitsubishi in Lizenz hergestellt.
Als eines von sechs Schiffen der Asama-Maru-Klasse wurde sie am 10. September 1927 zusammen mit ihrem Schwesterschiff, der Tatsuta Maru, in Nagasaki auf einer Werft von Mitsubishi Heavy Industries auf Kiel gelegt. Der Stapellauf fand am Morgen des 30. Oktober 1928 statt, wobei das Schiff durch den Präsidenten der Nippon Yusen Kaisha, unter deren Flagge es später lief, getauft wurde.
Obwohl die Asama Maru im Vergleich zu europäischen und amerikanischen Passagierschiffen ihrer Zeit eher klein war, kann man sie als japanisches Flaggschiff ihrer Zeit bezeichnen. Sie war sehr luxuriös und größtenteils im westlichen Stil ausgestattet. Der Speisesaal war reich mit italienischem Marmor ausgekleidet, die Kabinen waren überaus modern. Eine Bibliothek, eine Geschenkboutique, ein Frisiersalon und ein Schwimmbecken an Deck rundeten das Freizeitangebot an die Reisenden ab.

## Jungfernfahrt
Auf ihrer Jungfernfahrt von Yokohama über Honolulu nach San Francisco hatte sie neben 570 Passagieren insgesamt rund 5500 t Fracht an Bord: mehr als 5000 Ballen Rohseide, Fisch, Konservendosen mit Meeresfrüchten und andere Lebensmittel. Am 11. Oktober um 15:00 Uhr lief sie in Yokohama aus und erreichte San Francisco am 24. Oktober, dem schwarzen Donnerstag, an dem der Aktienmarkt in den USA zusammenbrach und die Weltwirtschaftskrise begann.
Für die 3450 Seemeilen zwischen Yokohama und Honolulu brauchte sie dabei nur sieben Tage, 16 Stunden und 34 Minuten und für die 2100 Seemeilen von Honolulu nach San Francisco vier Tage, 15 Stunden und 12 Minuten. Damit konnte sie auf ihrer Jungfernfahrt gleichzeitig einen neuen Geschwindigkeitsrekord für die Pazifiküberquerung aufstellen.
Am 30. des Monats lief sie Los Angeles an und war am folgenden Tag zur Besichtigung freigegeben – eine Gelegenheit, die mehr als 15.000 Besucher nutzten.
Am 1. November lief sie mit den Schauspielern Douglas Fairbanks und Mary Pickford an Bord wieder aus.

## Luxusliner

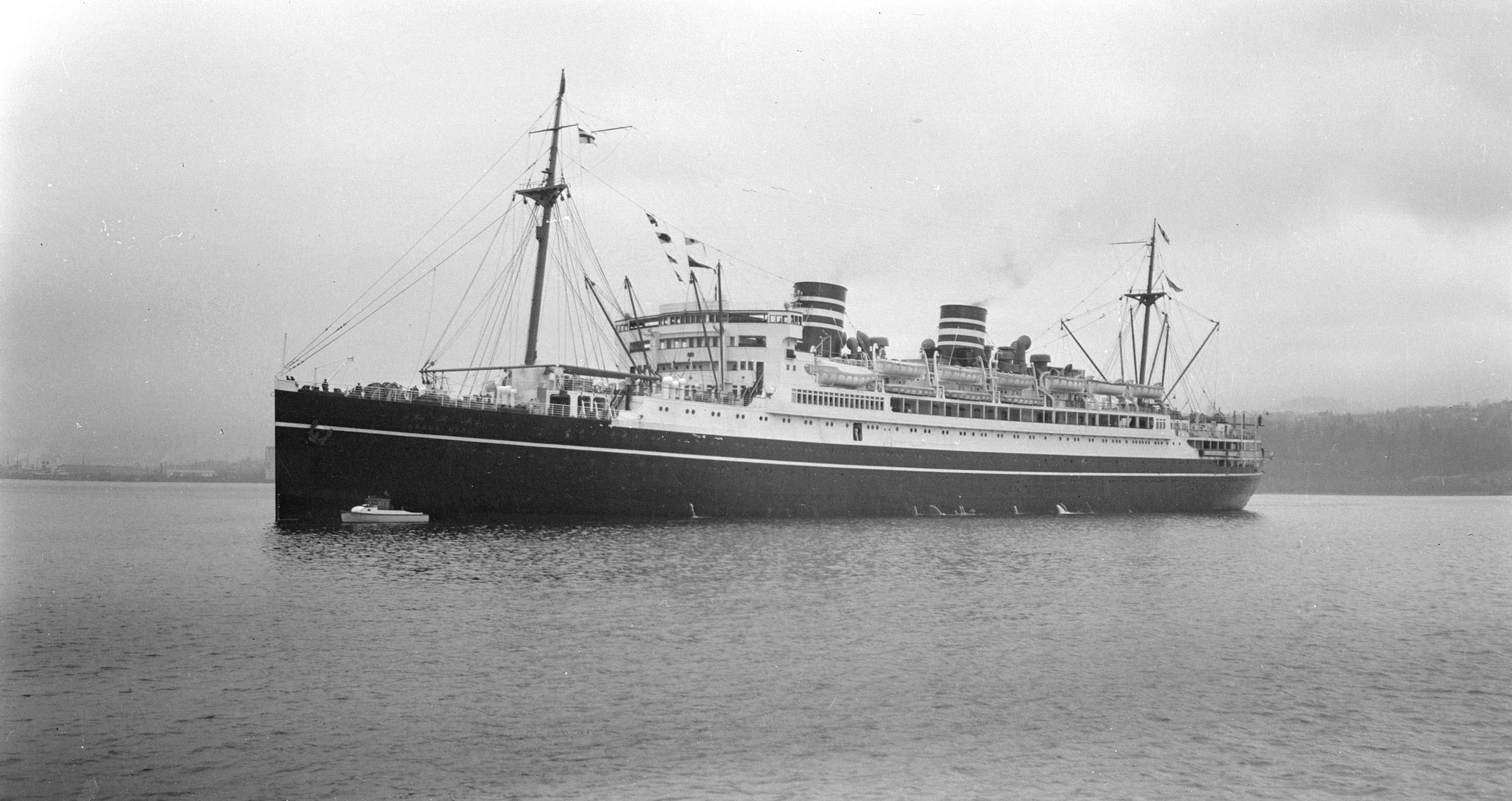
Die Asama Maru 1936

Ab November 1929 wurde sie von der Reederei Nippon Yusen Kaisha auf der Strecke zwischen Yokohama und Honolulu eingesetzt. In den späten 1930er-Jahren konnte man ab 190 US-Dollar Fahrkarten für die zweite Klasse erwerben und ab 315 US-Dollar eine für die erste Klasse.
Auf den Passagierlisten der Asama Maru finden sich viele berühmte Namen, wie zum Beispiel Albert Einstein und Charlie Chaplin. Auch der dänische Wissenschaftler Niels Bohr und die taubblinde US-amerikanische Schriftstellerin Helen Keller sind auf der Asama Maru gereist. Takeichi Nishi ist 1932 auf der Asama Maru zu den Olympischen Sommerspielen in San Francisco gefahren, wo er eine Goldmedaille im Springreiten erringen konnte.
Am 2. September 1937 geriet die Asama Maru nach einer Routineuntersuchung im Hafen von Hongkong in einen Taifun mit momentanen Windgeschwindigkeiten bis zu 74 m/s. Nach einer Kollision mit dem italienischen Passagierschiff Conte Verde strandete sie dabei vor Kowloon.
Die Bergungsarbeiten waren überaus aufwändig. Um das Gewicht des Schiffs zu senken, mussten die beiden Hauptmaschinen entfernt werden. Außerdem wurden unter Wasser zehn Auftriebstanks am Rumpf befestigt und der Grund teilweise ausgebaggert. Daher konnte die Asama Maru erst am 11. März 1938 wieder flottgemacht werden. Noch im selben Monat kam sie zur Reparatur in die Mitsubishi-Werft in Nagasaki, in der sie auch gebaut worden war. Am 15. September nahm sie ihren Dienst wieder auf und konnte im März 1939 die hundertste Pazifiküberquerung feiern.
Im Sommer 1939 war die Asama Maru eines von vier Schiffen, mit dem 290 von 780 jüdischen Flüchtlingen, die vor dem Holocaust geflohen waren – unter anderem Angehörige der Mir Jeschiwa – von Japan in das japanisch besetzte Shanghai in das Shanghaier Ghetto deportiert beziehungsweise nach Palästina abgeschoben worden sind. Die Angehörigen dieser Talmudakademie waren 70 Rabbiner und 350 Studenten, die bei Ausbruch des Zweiten Weltkriegs 1939 vor dem Holocaust aus Litauen geflüchtet, von Kėdainiai mittels der transsibirischen Eisenbahn zur südostsibirischen Stadt Nachodka gefahren waren und per Schiff nach Tsuruga übersetzten, um nach Kōbe in Japan zu reisen. Sie konnten dadurch überleben.

## DerAsama-Maru-Zwischenfall
Auch nach Beginn des Zweiten Weltkriegs in Europa im September 1939 konnte die Asama Maru zunächst ihren Dienst wie gewohnt fortsetzen.
Trotzdem wurde sie durch das Kriegsgeschehen beeinflusst. Auf der Überfahrt von San Francisco über Honolulu nach Yokohama wurde sie am 21. Januar 1940 35 Seemeilen vor der Südspitze von Chiba auf offener See von der Liverpool, einem britischen Kreuzer, aufgehalten. Die britische Marine hatte Nachricht erhalten, dass ein Teil der Besatzung des deutschen Luxusliners Columbus, der sich am 19. Dezember 1939 angesichts eines Angriffs durch den britischen Zerstörer Hyperion selbst versenkt hatte, an Bord der Asama Maru sei. Von den 51 deutschen Passagieren an Bord wurden 21 mitgenommen, zwei deutsche Passagiere konnten sich rechtzeitig verstecken.
Bei ihrem Protest gegen den Zwischenfall stützte sich die japanische Regierung auf Artikel 47 der Londoner Seerechtsdeklaration von 1909, aufgrund derer nur Militärangehörige kriegsführender Staaten von neutralen Schiffen geholt werden können, während die Briten auf dem Standpunkt standen, dass alle männlichen Personen zwischen 18 und 50 Jahren, die zum Militärdienst fähig sind, gefangen genommen werden könnten. Nach zähen Verhandlungen wurden am 29. Februar neun der Deutschen an die Japaner übergeben, die restlichen kamen in Internierungslager in Indien. Der Zwischenfall führte jedoch zu einer deutlichen Verschlechterung der Beziehungen zwischen Japan und Großbritannien.
Die Asama Maru half auch später noch bei der Evakuierung deutscher Zivilisten. Am 29. Juni 1941 nahm sie in Indonesien 666 deutsche Frauen, Kinder und Verwundete auf und brachte sie nach Japan.

## Truppentransporter
Seit dem Versuch der japanischen Truppen, 1940 in Französisch-Indochina einzufallen, verschlechterten sich die Beziehungen zwischen Japan und den Vereinigten Staaten. Dennoch lief die Asama Maru am 18. Juli 1941 von Yokohama nach Honolulu aus. Es sollte die letzte Fahrt für ihre Reederei werden.
Während das Schiff unterwegs war, gab die US-amerikanische Regierung aufgrund der Invasion bekannt, dass japanische Vermögen eingefroren werden und ein Öl-Embargo gegen Japan verhängt werde. Um nicht in einem amerikanischen Hafen festgehalten zu werden, drehte die Asama Maru daraufhin etwa 980 Seemeilen östlich von Honolulu und lief ihren Heimathafen Yokohama direkt an.
Am 30. November desselben Jahres wurde sie in Vorbereitung auf den Kriegseintritt Japans als Truppen- und Materialtransporter der japanischen Marine eingesetzt. Ab dem Kriegseintritt der USA am 8. Dezember 1941 fuhr sie als Truppentransporter vor allem nach Südostasien, das von Japan besetzt war.

## Humanitärer Einsatz
Im Mai 1942 wurde ein Vertrag unterschrieben, aufgrund dessen die Asama Maru zum Austausch von Diplomaten und Zivilisten (Angestellten von Unternehmen, Auslandsstudenten und Forschern sowie ihren Angehörigen) der kriegsbeteiligten und neutralen Staaten eingesetzt werden konnte. Im Juni 1942 und im September 1943 fand je eine Fahrt zum Austausch zwischen Japan den USA statt, wobei jeweils auch Alliierte und deren Angehörigen transportiert wurden. Die Asama Maru war das erste Schiff, das mit einem derartigen Auftrag zwischen Japan und den Vereinigten Staaten eingesetzt wurde. Im August 1942 fand eine entsprechende Fahrt zum Austausch zwischen Japan und dem Britischen Empire statt. Da das Schiff im Rahmen dieses Austauschprogramms neutrale Häfen anlaufen musste, wurde es von der Marine vorübergehend außer Dienst gestellt und lief unter der Flagge seiner alten Reederei.
Auf der ersten humanitären Fahrt waren neben dem amerikanischen Botschafter und seinen Mitarbeitern und Angehörigen (insgesamt 143 Personen) noch 276 weitere Passagiere an Bord. Das Schiff verließ am 25. Juni den Hafen Kisarazu in Chiba und nahm in Hongkong, in Saigon und vor Singapur weitere 1127 Personen auf. Zielhafen war das damals unter portugiesischer Herrschaft stehende Lourenço Marques, heute in Mosambik an der ostafrikanischen Küste, wo das Schiff am 22. Juli einlief. Am 26. Juli übernahm sie dort von der schwedischen Gripsholm japanische und thailändische Passagiere, die aus den Vereinigten Staaten, Brasilien, Mexiko, Panama und anderen amerikanischen Staaten gekommen waren. Unter ihnen befand sich auch Kurusu Saburō, der japanische Botschafter in den USA. Sie fuhr über Singapur zurück nach Japan und erreichte gemeinsam mit der Conte Verde den Hafen von Yokohama am 20. August 1942.

## Untergang
Nachdem ihr humanitärer Einsatz beendet war, wurde die Asama Maru wieder als Truppentransporter der Marine eingesetzt. Im Februar 1943 wurde sie mit Sonar ausgerüstet und konnte daher im Folgemonat auf einer Fahrt von Sasebo in Japan nach Kaohsiung in Taiwan drei Torpedos ausweichen. Ein Schaden, der am 24. Februar 1944 durch einen weiteren Torpedo verursacht wurde, konnte in Kaohsiung repariert werden.
Auf einer Konvoifahrt von Manila in den Philippinen nach Kaohsiung in Taiwan wurde sie am 1. November 1944 etwa 110 km südöstlich der Dongsha-Inseln auf der Position 20° 17′ N, 117° 38′ O vom US-amerikanischen U-Boot Atule durch zwei Torpedos versenkt. Obwohl über 1000 Personen gerettet werden konnten, kamen dabei mehr als 500 Menschen um.